# なかしべつ夏祭り
なかしべつ夏まつり（なかしべつなつまつり）は、北海道中標津町にて毎年8月第2土曜日と日曜日に開催される祭りである。

## 歴史
- 1957年 - 任意団体として中標津町商工会が発足して消費者に謝恩の気持ちをこめてスタートした。名称は「商工まつり」とした。内容は花火大会をメインにパレード、車両展示会、大売出し、盆踊り大会、写真展などが行われた。
- 1963年 - 商工まつりに規模が大きくなるにつれ商工業者の負担も増加し町に町全体の祭りとする事を提案、名称を「商工観光まつり」とした。
- 1974年 - 当初商工業者の発展の為の祭りだったが、金儲けの為の祭りと批判の声があがった為、名称を「なかしべつ観光まつり」と再発足した。
- 2000年 - 当初は中標津町商工会その後中標津町観光協会が主導して祭りを運営していたが、今まで以上に良い祭りを作りたいといった意見があり中標津祭り実行委員会を発足し名称を現在の「なかしべつ夏まつり」とした。
- 2014年で第58回目の開催となる。

## 概要
- 主催：中標津祭り実行委員会
- 前日の金曜日の夜に中標津町商工会主催による花火大会が開催される
- 日本一提灯の数が多い祭りとされる（約6000個）（日本一の一覧）
  - 1個2,000円で販売され個人名や企業名などの名入れをし、提灯が壊れるまで毎年会場内に飾られる

### 東西対抗綱引き大会
- 1995年に第1回大会が開催され404メートルの綱を用いて綱引き大会を行う。綱は製作時日本一の長さだった。
- 2014年の第20回記念大会後綱の長さを測量した結果431.2mまで綱が伸びていた事を確認した。